# Julian Rhind-Tutt
Julian Alistair Rhind-Tutt (* 20. Juli 1968 in West Drayton, Hillingdon, Middlesex, England) ist ein britischer Schauspieler.

## Leben
Rhind-Tutt wurde als jüngstes von fünf Kindern des Ehepaars Philip und Joan Rhind-Tutt geboren und wuchs nahe dem Flughafen London Heathrow auf. Während der Schulzeit trat er in ersten Theaterinszenierungen auf. Später studierte er an der University of Warwick Englisch und Theaterwissenschaften. Seine Schauspielausbildung absolvierte er an der Londoner Central School of Speech and Drama. 1992 wurde er mit dem Carleton Hobbs Award ausgezeichnet.
Er begann seine Karriere 1993 mit einem ungenannten Auftritt in Carlo Vanzinas Romanze Piccolo grande amore. In den nächsten Jahren folgten zahlreiche Auftritte in britischen Fernsehproduktionen und kleineren Rollen in Filmen wie James Bond 007 – Der Morgen stirbt nie, The Tribe, Notting Hill, Miranda oder To Kill a King. 
An der Seite von Simon Pegg und Sally Phillips übernahm Rhind-Tutt 1999 eine Hauptrolle in der Miniserie Hippies. Von 2003 bis 2004 stellte er in der Fernsehserie Keen Eddie die Rolle des Insp. Monty Pippin dar. In der Comedy-Fernsehserie Green Wing übernahm er von 2004 bis 2006 die Hauptrolle des Dr „Mac“ Macartney. Von 2018 bis 2019 war Rhind-Tutt in der Fernsehserie Harlots – Haus der Huren als schurkischer Marquess of Blayne zu sehen.
Von 2009 bis 2010 war er in der Inszenierung des Theaterstücks Darker Shores am Hampstead Theatre als Beauregard zu sehen. Daneben ist Rhind-Tutt als Sprecher in Radioproduktionen und für Hörbucher aktiv.
Rhind-Tutt ist mit der slowenischen Visagistin Natasa Zajc verheiratet, mit der er einen Sohn hat.

## Filmografie (Auswahl)
- 1993: Piccolo grande amore
- 1994: Screen One (Fernsehserie, Episode 6x02)
- 1994: King George – Ein Königreich für mehr Verstand (The Madness of King George)
- 1995: Poppy (The Vacillations of Poppy Carew, Fernsehfilm)
- 1997: Reckless (Miniserie, 6 Episoden)
- 1997: The Saint – Der Mann ohne Namen (The Saint)
- 1997: Polizeiarzt Dangerfield (Dangerfield, Fernsehserie, Episode 4x07)
- 1997: James Bond 007 – Der Morgen stirbt nie (Tomorrow Never Dies)
- 1997: Richard II (Fernsehfilm)
- 1998: Heat of the Sun (Miniserie, 3 Episoden)
- 1998: Les Misérables
- 1998: The Tribe
- 1998: Reckless: The Movie (Fernsehfilm)
- 1999: Notting Hill
- 1999: Der Schützengraben (The Trench)
- 1999: Let Them Eat Cake (Fernsehserie, 3 Episoden)
- 1999: Hippies (Miniserie, 6 Episoden)
- 2000: The Wilsons (Fernsehserie, 6 Episoden)
- 2000: Hero of the Hour (Fernsehfilm)
- 2001: Sword of Honour (Fernsehfilm)
- 2000–2001: Clocking Off (Fernsehserie, 2 Episoden)
- 2001: Lara Croft: Tomb Raider
- 2002: Miranda
- 2003: To Kill a King
- 2003–2004: Keen Eddie (Fernsehserie, 13 Episoden)
- 2004: Black Books (Fernsehserie, Episode 3x05)
- 2004–2006: Green Wing (Fernsehserie, 18 Episoden)
- 2005: The Rotters' Club (Miniserie, 3 Episoden)
- 2005: The River King
- 2006: Rabbit Fever
- 2006: The Secret Policeman's Ball (Fernsehfilm)
- 2007: Agatha Christie’s Marple (Fernsehserie, Episode 3x02)
- 2007: Der Sternwanderer (Stardust)
- 2007: Sally Lockhart – Der Schatten im Norden (The Shadow in the North, Fernsehfilm)
- 2007: Oliver Twist (Fernsehserie, 5 Episoden)
- 2008: Merlin – Die neuen Abenteuer (Merlin, Fernsehserie, Episode 1x06)
- 2008: Crooked House (Miniserie, 2 Episoden)
- 2010: Meant to Be
- 2010: Die Halloween-Party (Agatha Christie's Poirot; Fernsehserie, Episode 12x02, Hallowe’en Party)
- 2010: Any Human Heart – Eines Menschen Herz (Any Human Heart, Miniserie, Episode 1x04)
- 2011: Your Highness
- 2011–2012: The Hour (Fernsehserie, 12 Episoden)
- 2012: Gambit – Der Masterplan (Gambit)
- 2012–2014: A Touch of Cloth (Fernsehserie, 6 Episoden)
- 2013: The Lady Vanishes (Fernsehfilm)
- 2013: Wodehouse in Exile (Fernsehfilm)
- 2013: Rush – Alles für den Sieg (Rush)
- 2013: The Wipers Times (Fernsehfilm)
- 2014: Inside No. 9 (Fernsehserie, Episode 1x01)
- 2014: Blandings (Fernsehserie, 2 Episoden)
- 2014: Castles in the Sky
- 2014: Lucy
- 2014: Six Degrees of Assassination
- 2015: Banished (Miniserie, 7 Episoden)
- 2015: Aaaaaaaah!
- 2015: Burn Burn Burn
- 2015: The Bastard Executioner (Miniserie, Episode 1x09)
- 2016: Bridget Jones’ Baby (Bridget Jones’s Baby)
- 2016: Chubby Funny
- 2017: SS-GB (Miniserie, 2 Episoden)
- 2017: The Rizen
- 2017–2021: Britannia (Fernsehserie, 24 Episoden)
- 2018: Silent Witness (Fernsehserie, 2 Episoden)
- 2018: Dave Allen at Peace (Fernsehfilm)
- 2018–2019: Harlots – Haus der Huren (Harlots, Fernsehserie, 14 Episoden)
- 2019: The Rizen: Possession
- 2019: The Witcher (Fernsehserie, Episode 1x03)
- 2020: Da scheiden sich die Geister (Blithe Spirit)
- 2022: Man vs. Bee
- 2023: The Reckoning (vierteilige Miniserie)